# 오키쓰 다이조
오키쓰 다이조(일본어: 興津 大三, 1974년 6월 15일 ~ )는 일본의 전 축구 선수이다.

## 구단 경력
과거 시미즈 에스펄스, 세레소 오사카에서 활동하였다.